# Marcel Morand
Pour les articles homonymes, voir Morand.
Morand (Alexandre, Ludovic, Marcel) prénom d'usage : Marcel, né le 17 mars 1863 à Saint-Amand dans le Cher et mort le 1er janvier 1932 à Alger. C'est un juriste français, spécialiste de droit musulman.
Titulaire de deux baccalauréats es sciences et es lettres, il poursuit des études de droit à Paris, où il obtient son doctorat en 1888. Il s'inscrit alors comme avocat au barreau de la cour d'appel de Paris. Le 29 février 1892 il est chargé des fonctions d'agrégé à la faculté de droit de Montpellier. En juillet il est muté à la faculté de droit de Poitiers. Robert Estoublon, directeur de l'école supérieure de droit d'Alger et qui vient d'être nommé à Paris, lui propose de prendre son poste à Alger. Le 31 juillet 1894 Morand est chargé d'un cours de droit civil à l'école d'Alger. Entre-temps il s'est présenté quatre fois au concours d'agrégation (1890, 1891, 1893, 1895) mais ne parvient pas à franchir le cap de l'admission. Le 25 juillet 1896, sur intervention de Robert Estoublon, il est titularisé comme professeur de la chaire de droit musulman à l'école supérieure d'Alger. En 1906 il assure également un enseignement de droit musulman à l'Ecole coloniale. Le 10 avril 1906 il succède à Camille Dujarrier au poste de directeur de l'école de droit d'Alger. Par suite de la création de l'université d'Alger en 1909 et de la transformation de l'école en faculté de droit, Marcel Morand est élu, le 26 janvier 1910, doyen de la faculté. Il occupera cette fonction jusqu'à son décès survenu en 1932.
Marcel Morand a rédigé de nombreux articles sur le droit musulman dont un grand nombre a été réuni dans deux ouvrages publiés en 1910 et en 1931. Son ouvrage : Introduction à l'étude du droit musulman, 1921 se présente comme une synthèse de ses premiers travaux. Marcel Morand est l'un des premiers propagateurs de l'idée selon laquelle ce que l'on appelle droit musulman à l'époque recouvre des notions ambigües ; le droit musulman n'est pas un droit figé, c'est un droit qui a évolué en particulier sous l'effet de la coutume ; en outre, le droit musulman algérien a subi l'influence de la jurisprudence française. Notons que Marcel Morand, qui peut apparaître comme révolutionnaire dans son approche du droit musulman, peut aussi faire preuve de conservatisme, il sera l'un des défenseurs acharnés – mais fortement contesté – du « mariage par achat » dont il voit une illustration dans le cas du mariage algérien.
Il est également connu pour avoir joué un rôle de premier plan au sein de la commission chargée de la codification du droit musulman algérien. Cette commission mise en place le 22 mars 1905 est présidée par Vacher, premier président de la cour d'Alger. Une sous-commission composée de cinq membres et présidée par Laloé, conseiller à la cour d'Alger, est chargée d'établir un projet de texte. Marcel Morand joue un rôle décisif au sein de cette sous-commission, c'est lui qui rédigera la majeure partie du texte final. Ce dernier est adopté en 1915, mais il se heurte au problème de sa promulgation qui n'aura jamais lieu. Marcel Morand décide alors, sans doute avec l'approbation de Luciani conseiller au gouvernement général, de publier sous le titre d'avant-projet, dont il est l'auteur, le texte approuvé par la commission en 1916. Cet ouvrage connaîtra un grand succès, il sert de référence aux magistrats français chargés d'appliquer le droit musulman en Algérie et sera appelé « le Code Morand ».